# Sector secundari
El sector secundari és el que transforma la matèria primera en productes de consum.
És a dir, el sector secundari d'una economia es refereix als sectors econòmics de la vida que creen productes finals: la indústria, mineria, producció d'energia i construcció. Les activitats que el constitueixen són basades en l'extracció i transformació de matèries primeres en altres productes. Aquest sector fa ús de la producció del sector primari per manufacturar productes finals o productes que poden ser utilitzats per altres negocis, per l'exportació o per vendre als consumidors finals. Aquest sector sovint es divideix en indústria lleugera i indústria pesant segons la destinació dels productes fabricats, i en indústria punta o madura segons la importància econòmica.,